# Tekirova
Tekirova este o stațiune la Marea Mediterană din districtul Kemer, provincia Antalya (Turcia). Municipalitatea are cca 4 mii locuitori. Lîngă Tekirova se află ruinele orașului antic Phaselis și funicularul spre muntele Tahtalı, unul din cele mai înalte (2 365 m) și spectaculare vîrfuri din masivul muntos Taurus.

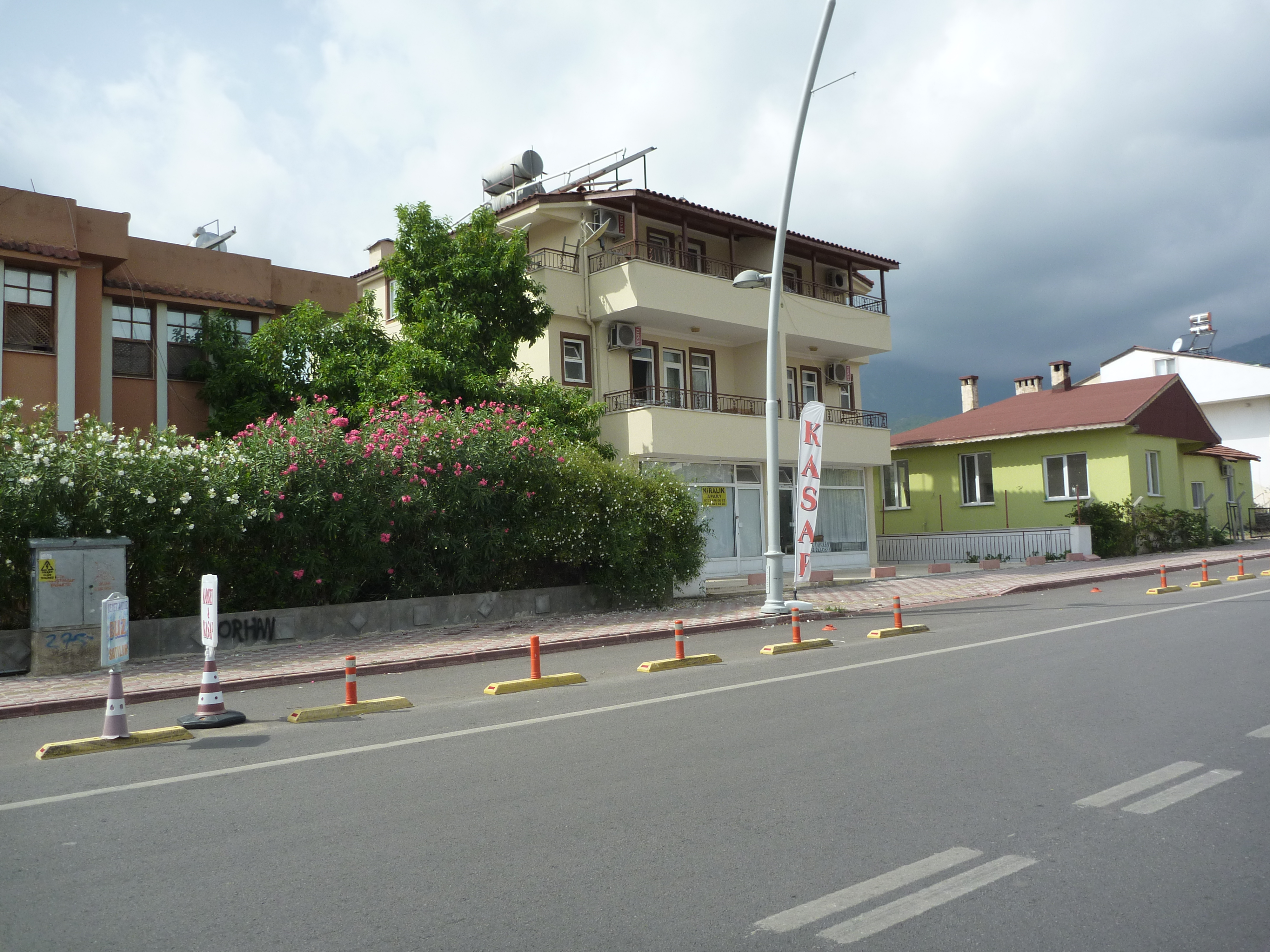
O stradă din Tekirova